# 本間敬人
本間 敬人（ほんま けいと、1982年2月15日 - ）は、東京都出身のアスレチックトレーナー/ストレングス・コンディショニングコーチ。ナベガンテス・デル・マガジャネス所属。

## 経歴
東京都出身。母の従兄弟、三村敏之が広島東洋カープでコーチ・監督をしていたことから、刺激を受け野球を始める。高校では捕手としてプレー。2001年にアメリカ、ワシントン州に渡米。ワシントン州立大学に進む。大学で野球部のトライアウトを受けるが、不合格。そのまま、アスレチックトレーニングとストレングスコンディショニングを同大学で学ぶ。大学在籍時に、カンザスシティ・ロイヤルズのスプリングトレーニングにインターントレーナーとして参加。
2007年、フィラデルフィア・フィリーズのマイナーリーグストレングス・コンディショニングコーチとして契約。フロリダ（High A）のチームを受け持ち、リーグ優勝に貢献。そこで、ベネズエラ出身の投手、フレディ・ガルシアのリハビリを手伝う。シーズン後、パーソナルトレーナーの誘いを受けるが、スペイン語の上達のため、ベネズエラのウィンターリーグ、ティブロネス・デ・ラグアイラのトレーナーとして契約。ベネズエラリーグ、LVBP、初の日本人トレーナーとなる。野茂英雄、マック鈴木とベネズエラで知り合う。
2008年、ピッツバーグ・パイレーツのマイナーリーグトレーナーとして契約。ルーキーリーグを受け持つ。シーズン終了後、ティブロネスのトレーナーとして、ベネズエラに戻る。前川勝彦、三澤興一とベネズエラで知り合う。
2009年、パイレーツ傘下ウエストヴァージニア州（Low A）のチームで働く。この年、パイレーツコーチ、カルロス・ガルシアの誘いを受け、ベネズエラの球団、ナベガンテス・デル・マガジャネスのトレーナーとして契約。
2010年、パイレーツ傘下フロリダ州 (High A)のチームで働く。シーズン終了後、マガジャネスのトレーナーとして、ベネズエラに戻る。中日ドラゴンズ、岩田慎司と住田ワタリとベネズエラで共に働く。
2011年、パイレーツ傘下フロリダ州 (High A)のチームで働く。シーズン終了後、マガジャネスのトレーナーとして、ベネズエラに戻る。
2012年、パイレーツからの要請で、ラテンアメリカンアスレチックトレーナー・ストレングスコンディショニングコーチとして、パイレーツ傘下のドミニカ共和国にある同球団のアカデミーに配属される。日本人初のフルタイムトレーナーとしてドミニカ共和国のアカデミーで働き、ドミニカサマーリーグでチームの優勝に貢献する。シーズン終了後、マガジャネスのトレーナーとして2012年LVBPでリーグ優勝し、ベネズエラ代表として、メキシコで開かれたカリビアンシリーズに参加。この年、村田透がマガジャネスでプレーする。

## 詳細情報
国歌斉唱をアメリカで4回（2007年、2009年、2010年、2011年）シーズンの試合前に唄っている。ベネズエラでも４回（2011年、 2013年、ホームランダービー、オールスター）唄っている。
- ベネズエラ国家斉唱